# Ahmad Masúd
Ahmad Masúd (* 1989, Tachár, Afghánistán) je afghánský politik, zakladatel afghánské Fronty národního odporu. Je synem vojevůdce Ahmada Šáha Masúda.

## Život
Když byl Masúdúv otec zavražděn při atentátu (dva dny před útoky Al-Káidy z 11. září 2001), bylo mu 12 let.
Po dokončení školy v Íránu vystudoval britskou vojenskou akademii v Sandhurstu. V roce 2015 pak absolvoval válečná studia na King's College v Londýně, kde dokončil i studia oboru Mezinárodní politika.
V roce 2019 založil Frontu národního odporu. Jde o vojenské hnutí tvořené odpůrci Tálibánu a bývalými příslušníky Severní aliance, se kterou proti Tálibánu bojoval jeho otec Ahmad Šáh Masúd. „Chceme, aby si Tálibán uvědomil, že cesta kupředu vede pouze skrze vyjednávání… Nechceme, aby propukla válka,“ uvedl v srpnu 2021 Ahmad Masúd. Vyzval k utvoření vlády, která by zahrnovala všechny afghánské etnické skupiny.
Dne 6. září 2021 Tálibán oznámil, že dobyl celou provincii Pandžšír. Ahmad Masúd, který dříve několikrát toto oznámení vyvrátil, uvedl, že je v bezpečí. Představitelé Fronty národního odporu tvrdí, že stále drží „strategické pozice“.